# Бём, Рудольф
Рудольф Альбрехт Мартин Бём (нем. Rudolf Albert Martin Böhm (Boehm); 19 мая 1844, Нёрдлинген — 19 августа 1926, Бад-Кольгруб) — немецкий медик, фармаколог, токсиколог. 

## Биография
Родился в Нёрдлингене 19 мая 1844 года в семье врача.
Высшее медицинское образование начал получать в Мюнхенском университете, затем учился на медицинском факультете Вюрцбургского университета, где получил степень доктора медицины. По рекомендации отца он сначала выбрал клиническую специальность и стал ассистентом в психиатрической клинике при больнице Юлиуса (Juliusspital  (нем.)) в Вюрцбурге. Глава клиники Франц фон Ринекер заметил интерес Бёма к экспериментальной работе и, вероятно, порекомендовал ему пополнить свои знания у Карла Людвига в Лейпцигском университете. Там он познакомился, в частности, с Фридрихом Мишером и фармакологом Освальдом Шмидебергом.
В 1871—1872 годах — доцент Вюрцбургского университета, в 1872—1881 годах работал в Дерптском университете. Участвовал в Франко-прусской войне.

## Научная деятельность
В 1872—1881 годах работал в Дерптском университете на разных должностях (профессор фармакологии, директор Института фармакологии). Читал также лекции по токсикологии. Впервые установил, что мышьяк оказывает повреждающее действие на кровеносные сосуды. В 1879—1881 годах — директор библиотеки Дерптского университета.
В 1881—1884 годах — профессор в Марбургском университете. С 1884 года до выхода на пенсию в 1921 году — профессор в Лейпцигском университете.
В 1888 году был избран членом Леопольдины; с 1886 года был действительным членом Саксонской академии наук. 
Главной областью научного интереса Р. Бёма были фармакологические и токсикологические свойства веществ растительного происхождения. Он известен в первую очередь своими исследованиями кураре, а также таких издревле известных ядовитых и лекарственных растений, как щитовник мужской и цикута.